# 1756 în literatură
Anul 1756 în literatură a implicat o serie de evenimente și cărți noi semnificative.  